# جون أوليفر هندرسون
جون أوليفر هندرسون (بالإنجليزية: John Oliver Henderson)‏ هو قاضي ومحامي أمريكي، ولد في 13 نوفمبر 1909، وتوفي في 19 فبراير 1974.